# Nickelodeon Polska
Nickelodeon Polska (także w skrócie Nick Polska) – polskojęzyczna stacja telewizyjna emitująca programy dla dzieci i młodzieży. Jej właścicielem jest Paramount Networks EMEAA. Kanał rozpoczął nadawanie 10 lipca 2008 roku.
Nickelodeon Polska jest częścią Nickelodeon. Jest produkowany przez Paramount Networks EMEAA. Seriale nadawane na Nickelodeon są głównie produkcjami własnymi. Kanał obecnie zleca nagrania polskiej wersji studiom dubbingowym: Start International Polska, Studio Publishing i Master Film. Od 1 marca 2010 do 1 października 2012 Nickelodeon Polska był zastąpiony Nickelodeon Europe. 1 marca 2010 kanał zmienił logo i szatę graficzną. 24 maja 2012 KRRiT przyznała polską koncesję kanałowi Nickelodeon. 2 października 2012 wraz z pojawieniem się oznaczeń wiekowych zaczął nadawać w formacie 16:9. Natomiast audycje emitowane w 4:3 są przycinane do formatu 14:9.
Program nadawany jest 7 dni w tygodniu, a jego czas transmisji zmieniał się dość często:
- 10 lipca 2008-21 czerwca 2009: od niedzieli do czwartku 05:00-22:00, w piątki i soboty 05:00-23:00
- 31 grudnia 2008: środa 05:00-01:00
- 22 czerwca 2009-12 stycznia 2010: codziennie 05:00-23:00
- 31 grudnia 2009: czwartek 05:00-01:30
- 13 stycznia-28 lutego 2010: codziennie 05:00-02:00
- od 1 marca 2010: codziennie 24 godziny na dobę

Reklamy od stycznia 2013 sprzedaje TVN Media. Program jest dostępny obecnie dla abonentów satelitarnych platform cyfrowych: Vectra, Canal+, Pilot WP, Polsat Box, oraz abonentów IPTV Orange i Avios oraz w sieciach telewizji kablowej. Był dostępny także w czwartym multipleksie naziemnej telewizji cyfrowej (TV Mobilna), lecz 27 maja 2022 został stamtąd usunięty.
Dawniej, przed pojawieniem się Nickelodeon w Polsce, można było oglądać kreskówki, seriale i filmy tego kanału na istniejącym w latach 1999–2001 kanale Fantastic, który prowadził 12-godzinne pasmo seriali Nickelodeon. Ich emisją zajął się także kanał Canal+, który miał umowę z Nickelodeon i emitował niektóre kreskówki, a potem jego siostrzany kanał MiniMax (później ZigZap, obecnie teleTOON+) emitował je razem z serialami młodzieżowymi Nickelodeon, taki jak: Szał na Amandę i Zoey 101. Do czasu powstania oficjalnego polskiego kanału Nickelodeon programy tej stacji były emitowane również na kanałach: MTV, Polsat, TV 4, TVP1, TVP3, Disney Channel i KidsCo.

## Nickelodeon Europe
Nickelodeon Polska został włączony do Nickelodeon Europe 1 marca 2010 roku. Wtedy to polska wersja kanału została zastąpiona europejską wersją kanału. Dzięki tej zmianie kanał posiadał 4 wersje językowe. Kanał został wyodrębniony 2 października 2012 roku wraz z uzyskaniem koncesji od KRRiT i wprowadzeniem oznaczeń wiekowych. Nickelodeon Polska rozpoczął emisję europejskiej ramówki 27 grudnia 2021 roku wraz z przeniesieniem się na czeską koncesje.

## Strona internetowa
nick.com.pl – oficjalna strona internetowa Nickelodeon Polska. Strona jest własnością VIMN Poland sp. z o.o.. Wystartowała 1 czerwca 2008 roku, 1 miesiąc i 9 dni przed startem Nickelodeon'a w Polsce.
12 lutego 2025 strona została wyłączona i od tej pory domena przekierowuje na globalną stronę nick.com/global

## Historia
| Historia polskiego Nickelodeon | |
| Rok                            | Szczegóły |
| 2008                           | 1 czerwca 2008 wystartowała strona internetowa Nickelodeon Polska. 10 lipca 2008 o godz. 12:00 MTV Networks Polska uruchomił kanał Nickelodeon w Polsce. 4 grudnia 2008 Nickelodeon został włączony do oferty sieci Inea. Premiery kreskówek: Dzika rodzinka; Pełzaki; Hej Arnold!; Kotopies; Z życia nastoletniego robota; Słowami Ginger; SpongeBob Kanciastoporty; Jimmy Neutron: mały geniusz; Wróżkowie chrzestni; Awatar: Legenda Aanga; Kappa Mikey; Rocket Power; Szanowni państwo X. Premiery kreskówek NickJr.: Dora poznaje świat; Śladem Blue; Kredonia; Wspaniałe zwierzaki. Premiery seriali fabularnych: Drake i Josh; Nieidealna. Premiery seriali krótkometrażowych: Primo; Purple i Brown; Biggy; Powiedz, co widzisz. Premiery polskich programów: Roztańczony Nick; Szkoła Rysowania. |
| 2009                           | 1 lutego 2009 Nickelodeon został włączony do sieci Multimedia Polska. 22 czerwca 2009 Nickelodeon Polska wydłużył czas emisji do 23:00. Do 21 czerwca 2009 był nadawany od niedzieli do czwartku w godz. 5:00-22:00. 10 lipca 2009 Nickelodeon obchodził swoje 1 urodziny. 30 listopada 2009 Nickelodeon został dołączony do oferty Cyfrowego Polsatu. Premiery kreskówek: Zagroda według Otisa; Mighty B; Pingwiny z Madagaskaru. Premiery kreskówek NickJr.: Przyjaciele z podwórka; Rączusie. Premiery seriali fabularnych: iCarly; Księżniczka z krainy słoni. Premiery seriali krótkometrażowych: Dzieciaki zrobiły to pierwsze; Quicktoons. Premiery programów: Zgadywanka; Quiz Zgadywanka. |
| 2010                           | 13 stycznia 2010 Nickelodeon Polska wydłużył czas emisji do 02:00. Do 12 stycznia 2010 był nadawany w godzinach 5:00-23:00. 1 marca 2010 Nickelodeon Polska rozpoczął 24-godzinną emisję i wprowadził nową szatę graficzną swojej strony internetowej. Tego samego dnia kanał został włączony do Nickelodeon Europe. 1 marca 2010 o 12:00 Nickelodeon Polska zmienił logo i oprawę graficzną. 10 lipca 2010 Nickelodeon obchodził swoje 2 urodziny. Premiery kreskówek: Fanboy i Chum Chum. Premiery kreskówek NickJr.: Maks i Ruby; Małe królestwo Bena i Holly; Dalej, Diego!; Ni Hao Kai Lan; Umizoomi; Olivia. Premiery seriali fabularnych: True Jackson; Brygada; Big Time Rush; Victoria znaczy zwycięstwo. Premiery seriali krótkometrażowych: Dancing Sushi; Extra Ordernaries; Sausage and Mash; Cluckie the Vampire Chicken; Curious Cow; Spider & Fly; Ooohhh Asis; Nieustraszeni Bracia Adrenalini; Log Jam; Hiro; The Adventures of George and Roberto in Soccerland; The Mirror Has 1000 Faces; Monstories; Horoskop według Skalmara; Domo. |
| 2011                           | 7 marca 2011 zwiększono częstotliwość emisji programów, na każdy serial przewidziano w programie 25 minut. Emisja seriali krótkometrażowych została zmniejszona, skracając przy tym limit czasowy reklam. 10 lipca 2011 Nickelodeon obchodził swoje 3 urodziny. Premiery kreskówek: Planeta Sheena; Turbo Dudley – psi agent; Śmieszaczki; Klub Winx; Kung Fu Panda: Legenda o niezwykłości. Premiery kreskówek NickJr.: Bąbelkowy świat gupików; Fifi Niezapominajka. Premiery seriali fabularnych: Tajemnice domu Anubisa; Power Rangers Samurai; Super ninja. Premiery seriali krótkometrażowych: Opowieści na dobranoc. |
| 2012                           | 24 maja 2012 Kanał uzyskał od Krajowej Rady Radiofonii i Telewizji polską koncesję na nadawanie. 10 lipca 2012 Nickelodeon obchodził swoje 4 urodziny. 2 października 2012 kanał Nickelodeon Polska przestał być częścią Nick Europe, ponieważ zaczął nadawać na polskiej koncesji. Jednocześnie zostały wprowadzone oznaczenia wiekowe, format 16:9 oraz nowa szata graficzna autopromocji. Premiery kreskówek: Monsuno; Legenda Korry; Wojownicze Żółwie Ninja (serial animowany 2012). Premiery kreskówek NickJr.: PopPixie; Tickety Toc; Rodzina Treflików; Struś Oliwia. Premiery seriali fabularnych: Tess kontra chłopaki; Mega przygody Bucketa i Skinnera; Zdaniem Freda!. Premiery polskich programów: Cribs; Viva Mjuzzik Kłłłiz; Rodzina zastępcza; Cheeese. |
| 2013                           | W lutym 2013 na stronie internetowej Nickelodeon Polska została zmieniona oprawa graficzna. 10 lipca 2013 Nickelodeon obchodził swoje 5 urodziny. 23 września 2013 Nickelodeon Polska zmienił oprawę graficzną. Premiery kreskówek: Robot i potwór; Legendy Chima; Fred szczęściarz; Odlotowe agentki; Astro-małpy; Sanjay i Craig; Lego Friends; Barbie – Life in a Dreamhouse; Potwory kontra Obcy; Inwazja kórlików. Premiery kreskówek NickJr.: Luluś; Psi patrol; Rajdek – mała wyścigówka. Premiery seriali fabularnych: Marvin Marvin; Sam i Cat; Nawiedzeni. |
| 2014                           | 4 stycznia 2014 Nickelodeon obchodził swoje 6 urodziny. Premiery kreskówek: Tajemnicze Złote Miasta; Geronimo Stilton; Ever After High; Oggy i karaluchy; George prosto z drzewa; Piekaczki Premiery kreskówek NickJr.: Zack i Kwak. Premiery seriali fabularnych: Hotel 13; Grzmotomocni; Jak wymiatać; Niebezpieczny Henryk; Nicky, Ricky, Dicky i Dawn. |
| 2015                           | 10 lipca 2015 Nickelodeon obchodził swoje 7 urodziny. Premiery kreskówek: Dorwać Blake’a; Alvin i wiewiórki (serial animowany 2015); Henio Dzióbek; Niech żyje król Julian. Premiery kreskówek NickJr.: Wanda i Zielony Ludek; Dora i przyjaciele; Małe czarodziejki; Blaze i mega maszyny; Carotina Super Bip; Shimmer i Shine. Premiery seriali fabularnych: Czarownica Emma; Max i Shred; Chica Vampiro. Nastoletnia wampirzyca; Bella i Buldogi; 100 rzeczy do przeżycia przed liceum; Make It Pop. |
| 2016                           | Premiery kreskówek: Harmidom; Lego Elves; Królewska Akademia Bajek. Premiery kreskówek NickJr.: Fresh Beat Band. Kapela detektywów; Dinotrux. Premiery seriali fabularnych: Game Shakers. Jak wydać grę?; Szkoła Czarownic; Zoey 101; Talia czaruje w kuchni; Szkolny poradnik przetrwania; Szkoła rocka; Nocna straż; Królestwo Tamtych; jazda. |
| 2017                           | 23 czerwca 2017 Nickelodeon Polska wprowadził nową oprawę graficzną. Premiery kreskówek: Świń Koza Banan Robal; Nina Patalo; Toon Marty; Bunsen, ty bestio!. Premiery kreskówek NickJr.: Dzień, w którym Heniś poznał...; Rafcio Śrubka; Rycerka Nella; Kot-o-ciaki; Wallykazam! Premiery seriali fabularnych: Jestem Franky; Maggie i Bianca; Zagadki rodziny Hunterów. Premiery programów: Bitwa na pranki. |
| 2018                           | 15 lutego 2018 o godzinie 10:00, kanał Nickelodeon HD Europe zakończył nadawanie w Polsce zmieniając nazwę na Nicktoons. Premiery kreskówek: Mysticons; Witajcie w Wayne; Przygody Niebezpiecznego Henryka; Wojownicze Żółwie Ninja: Ewolucja. Premiery kreskówek NickJr.: Kiva potrafi; Sunny Pogodna; Top Wing Ptasia Akademia. Premiery seriali fabularnych: Strażniczki Kadabry; Drużyna rycerzy; Vikki RPM; Przystanek Star Falls. Premiery programów: Potworny wyścig potworów. |
| 2019                           | Premiery kreskówek: 44 koty; Tęczowy Motylokotorożec; Lego City: Miasto przygód. Premiery seriali fabularnych: Biuro ochrony magii; Noobees; Między nami, kuzynami. |
| 2020                           | Premiery kreskówek: Wielkodomscy; Po prostu Kucek; Rogata ekipa. Premiery seriali fabularnych: Czy boisz się ciemności?; Dodaj magii; Zmiksowana Kally; Młodzi szpiedzy; Niebezpieczny oddział; Dodaj magii: Miasto tajemnic. Premiery programów: Śmiechobeka; NickFluencer; Zastępstwo. |
| 2021                           | 1 czerwca 2021 o godzinie 6:00, kanał MTV Music 24 zakończył nadawanie w Polsce. Nickelodeon Polska zaczął nadawać nowy kanał muzyczny pod nazwą NickMusic. 1 września 2021 o godzinie 6:00, Nickelodeon Polska zaczął nadawać nowy kanał młodzieżowy pod nazwą TeenNick 9 listopada 2021 Nickelodeon Polska otrzymał od czeskiej Rady Radia i Telewizji (czes. Rada pro rozhlasové a televizní vysílání) koncesję na nadawanie. Od 27 grudnia 2021 kanał rozpoczął nadawanie europejskiej ramówki. Premiery kreskówek: Plecak Olliego; Dorg van Dango; Koralowy obóz: Młodzieńcze lato SpongeBoba; Smerfy; Pełzaki (2021). Premiery kreskówek NickJr.: Santiago z mórz; Wielkie przygody małego rekina; Wszyscy razem, Śladem Blue; Anna i przyjaciele; Barbapapa i jego rodzinka; Przygody Misia Paddington; Świnka Peppa. Premiery programów: Odfiltrowani Premiery seriali fabularnych: Young Dylan; Fucha na Boku; Astronauci; Goldie i starszaki; Szkolna drama; Dzieciaki do wynajęcia (2020).                                                      |
| 2022                           | Premiery kreskówek: Star Trek: Protogwiazda; Patryk Rozgwiazda Show; Transformers – Iskra Ziemi. Premiery seriali fabularnych: Overlord i Underwoodowie; Komiksowe Zadymki; Wróżkowie chrzestni – jeszcze dziwniejsi; Tajemnice Rock Island |
| 2023                           | 1 sierpnia 2023 Nickelodeon Polska zmienił oprawę i logo. Premiery kreskówek: Naj i Najka; Ed, Edd i Eddy; Monster High; Sammy i Raj w pętli czasu Premiery programów: Na zdrowie z Nickiem. Premiery seriali fabularnych: That Girl Lay Lay. |
| 2024                           | Premiery filmów: Niebezpieczny Henryk: Film, Nie czas szpiegować - Harmidom: Film |
| 2025                           | Premiery kreskówek: Wróżkowie chrzestni: Nowe życzenie, Super Chruper Króliki Premiery seriali fabularnych: Grzmotomocni: Tajniacy Premiery filmów fabularnych: Dora i poszukiwacze Sol Dorado |

## Programy Nickelodeon

### Seriale animowane
Aktualnie w emisji:
- Ed, Edd i Eddy (emitowany w poniedziałki, wtorki i w piątki: 15:00, natomiast w środy: o 16:00, i w czwartki o 14:00)
- Harmidom
- Patryk Rozgwiazda Show
- Smerfy (2021)
- SpongeBob Kanciastoporty
- Ed Edd i Eddy
- Nina Patalo
- Wielkodomscy
- Wróżkowie chrzestni: Nowe życzenie
- Naj i Najka
- Opowieści Wojowniczych Żółwi Ninja

Dawniej:
- Wróżkowie chrzestni
- Pingwiny z Madagaskaru
- Plecak Olliego
- Po prostu Kucek
- Przygody Niebezpiecznego Henryka
- Przygody Misia Paddingtona (2019)
- Santiago z mórz
- Transformers – Iskra Ziemi
- Star Trek: Protogwiazda
- Wszyscy razem, śladem Blue!
- Pełzaki (2021)
- Astro-małpy
- Awatar: Legenda Aanga
- 44 koty
- Barbie – Life in a Dreamhouse
- Bąbelkowy świat gupików
- Blaze i megamaszyny
- Bunsen, ty bestio!
- Carotina Super Bip
- Dinotrux
- Dora i przyjaciele
- Dora poznaje świat
- Dorg van Dango
- Dongley in Adventure
- Dzień, w którym Heniś poznał...
- Dzika rodzinka
- Ever After High
- Fanboy i Chum Chum
- Fifi niezapominajka
- Fred szczęściarz
- Fresh Beat Band. Kapela detektywów
- George prosto z drzewa
- Geronimo Stilton
- Hej, Arnold!
- Henio Dzióbek
- Inwazja kórlików
- Jimmy Neutron: mały geniusz
- Kamień, Papier, Nożyce
- Kiva potrafi
- Klub Winx
- Kot-o-ciaki
- Kotopies
- Kredonia
- Królewska Akademia Bajek
- Koralowy obóz: Młodzieńcze lato SpongeBoba
- Kung Fu Panda: Legenda o niezwykłości
- Legenda Korry
- Legendy Chima
- Lego City: Miasto przygód
- Lego Elves
- Lego Friends
- Luluś
- Mały Bill
- Małe czarodziejki
- Małe królestwo Bena i Holly
- Maks i Ruby
- Max i Mali Rycerze
- Natan Wspaniały
- Mighty B
- Monster High
- Monsuno
- Mysticons
- Niech żyje król Julian
- Ni Hao, Kai-Lan
- Nieustraszeni Bracia Adrenalini
- Opowieści Wojowniczych Żółwi Ninja
- Oggy i karaluchy
- Odlotowe agentki
- Olivia
- Pełzaki
- Piekaczki
- Psi patrol
- Planeta Sheena
- PopPixie
- Potwory kontra Obcy
- Pocztowa Góra
- Przyjaciele z podwórka
- Rafcio Śrubka
- Rajdek – mała wyścigówka
- Rączusie
- Rocket Power
- Robot i Potwór
- Rogata ekipa
- Rycerka Nella
- Sammy i Raj w pętli czasu
- Sanjay i Craig
- Sadie Sparks
- Shimmer i Shine
- Słowami Ginger
- Sunny Pogodna
- Super Chruper Króliki
- Szanowni państwo X
- Śladem Blue
- Śmieszaczki
- Świń Koza Banan Robal
- Tajemnicze Złote Miasta (2012)
- Tęczowy Motylokotorożec
- Tickety Toc
- Toon Marty
- Top Wing Ptasia Akademia
- Wallykazam!
- Wanda i Zielony Ludek
- Wielkie przygody małego rekina
- Witajcie w Wayne
- Wojownicze Żółwie Ninja (2012)
- Wojownicze Żółwie Ninja: Ewolucja
- Zack i Kwak
- Zagroda według Otisa
- Zokie z Planety Ruby
- Z życia nastoletniego robota

### Seriale fabularne
Aktualnie w emisji:
- Grzmotomocni
- Grzmotomocni: Tajniacy
- Harmidom w realu
- Tajemnice Rock Island
- Niebezpieczny Henryk
- Niebezpieczny oddział
- Sam i Cat
- Zagadki rodziny Hunterów

Dawniej:
- Zmiksowana Kally
- Hotel 13
- iCarly
- 100 rzeczy do przeżycia przed liceum
- Bella i Buldogi
- Big Time Rush
- Biuro ochrony magii
- Brygada
- Chica Vampiro. Nastoletnia wampirzyca
- Czarownica Emma
- Dodaj magii
- Dodaj magii: Miasto tajemnic
- Drake i Josh
- Drużyna rycerzy
- Dzieciaki do wynajęcia
- Goldie i starszaki
- Jak wymiatać
- Jazda
- Jestem Franky
- Królestwo Tamtych
- Księżniczka z krainy słoni
- Marvin Marvin
- Maggie i Bianca
- Max i Shred
- Mega przygody Bucketa i Skinnera
- Między nami, kuzynami
- Nawiedzeni
- Nicky, Ricky, Dicky i Dawn
- Nieidealna
- Nocna straż
- Noobees
- Overlord i Underwoodowie
- Power Rangers Samurai
- Rodzina zastępcza
- Przystanek Star Falls
- Strażniczki Kadabry
- Super ninja
- Szkolna drama
- Szkolny poradnik przetrwania
- Szkoła Czarownic
- Szkoła rocka
- Tajemnice domu Anubisa
- Talia czaruje w kuchni
- Tess kontra chłopaki
- That Girl Lay Lay
- True Jackson
- Wojowniczka i troll
- Wróżkowie chrzestni: Jeszcze dziwniejsi
- Victoria znaczy zwycięstwo
- Vikki RPM
- Young Dylan
- Zdaniem Freda!
- Zoey 101

### Programy
Dawniej:
- Bitwa na pranki
- Cheeese
- Cribs
- NickFluencer
- Odfiltrowani
- Quiz Zgadywanka
- Potworny wyścig potworów
- Roztańczony Nick
- Szkoła Rysowania
- Śmiechobeka
- Viva Mjuzzik Kłłłiz
- Zgadywanka
- Zastępstwo

### Seriale krótkometrażowe
Dawniej:
- Biggy
- Cluckie the Vampire Chicken
- Curious Cow
- Dancing Sushi
- Domo
- Dzieciaki zrobiły to pierwsze
- Extra Ordernaries
- Hiro
- Horoskop według Skalmara
- Log Jam
- Monstories
- Ooohhh Asis
- Opowieści na dobranoc
- Quicktoons
- Powiedz, co widzisz
- Primo
- Purple i Brown
- Sausage and Mash
- Spider & Fly
- The Adventures of George and Roberto in Soccerland
- The Mirror Has 1000 Faces

W ramówce Nickelodeon Polska w większości występują seriale. Są to głównie produkcje własne stacji, w tym animowane dla dzieci (np. SpongeBob Kanciastoporty czy Pingwiny z Madagaskaru) i fabularne dla młodzieży (np. iCarly czy Tajemnice domu Anubisa).

### Nick Junior
Stacja od początku nadawania emitowała własny blok przeznaczony dla dzieci w wieku przedszkolnym i wczesnoszkolnym. Pasmo zawierało seriale takie jak Dora poznaje świat lub Psi patrol. Nadawane było zazwyczaj w godzinach porannych, 7 października 2019 roku pasmo zostało wycofane.

### Polskie produkcje
Stacja emitowała również produkcje polskie takie jak Szkoła Rysowania oraz Roztańczony Nick. Produkcje te zawierały treści edukacyjne ucząc dzieci rysowania ulubionych postaci oraz kroków tanecznych. W 2020 roku produkowano polski program - NickFluencer.

## Logo
| 10 lipca 2008 – 1 marca 2010   | Pomarańczowa plama farby, a w środku wypełnia się biały napis "NICK" lub "NICKELODEON". |  |
| 1 marca 2010 – 1 sierpnia 2023 | Pomarańczowy stylizowany napis "NICK" lub "NICKELODEON".                                |  |
| 1 sierpnia 2023 – obecnie      | Połączenie loga z 2008–2010 i 2010–2023.                                                |  |

## Programy Nickelodeon na innych kanałach
- Pingwiny z Madagaskaru na Puls 2 i Paramount Network
- Psi patrol na Puls 2
- 44 koty na TVP ABC i Da Vinci
- Dora poznaje świat na Puls 2
- Świnka Peppa na TVP ABC i Puls 2

## Wersja językowa
Nickelodeon Polska posiada trzy ścieżki dźwiękowe (polską i ukraińską (od 1 lipca 2023 oraz audiodeskrypcję (czasami są błędy np. zastąpienie oryginalnym dźwiękiem, piszczeniem).).

## Nickowieczór
Nickowieczór – blok Nickelodeon Polska, który rozpoczynał się o 21:10. Przedstawiał różne seriale.
Blok Nickowieczór rozpoczął działalność 19 września 2015 o godzinie 21:20 czasu polskiego. Pierwszy program, który został wyemitowany, to Chica Vampiro. Nastoletnia wampirzyca.
Pasmo Nickowieczór zakończyło działalność w 2019 r.

## Zakazy Krajowej Rady Radiofonii i Telewizji
Krajowa Rada Radiofonii i Telewizji z powodu występowania w serii Harmidom osób LGBT wysłała do firmy Nickelodeon upomnienie, Nickelodeon wbrew temu co pisze większość mediów sam wycofał emisję tych odcinków. Skarga do KRRiT została wniesiona przez Ordo Iuris.